# Белен (Саксонія)
Белен (нім. Böhlen) — місто в Німеччині, розташоване в землі Саксонія. Входить до складу району Лейпциг.
Площа — 24,55 км2. Населення становить 6662 ос. (станом на 31 грудня 2020).

## Історія
Перша документальна згадка про Белен датується 1353 роком, хоча ця територія була заселена ще з VII століття. Назва міста походить від слов’янського слова bely (білий, яскравий, блискучий). Маєток вперше згадується у 1548 році. Панський будинок, який місцеві називають замком, був побудований у XVI столітті. Перша згадка про стару сільську церкву датується 1540 роком, хоча будівля містить романські елементи. Під час Тридцятилітньої війни внаслідок епідемії чуми, за повідомленнями, вижили лише дві родини.

## Галерея

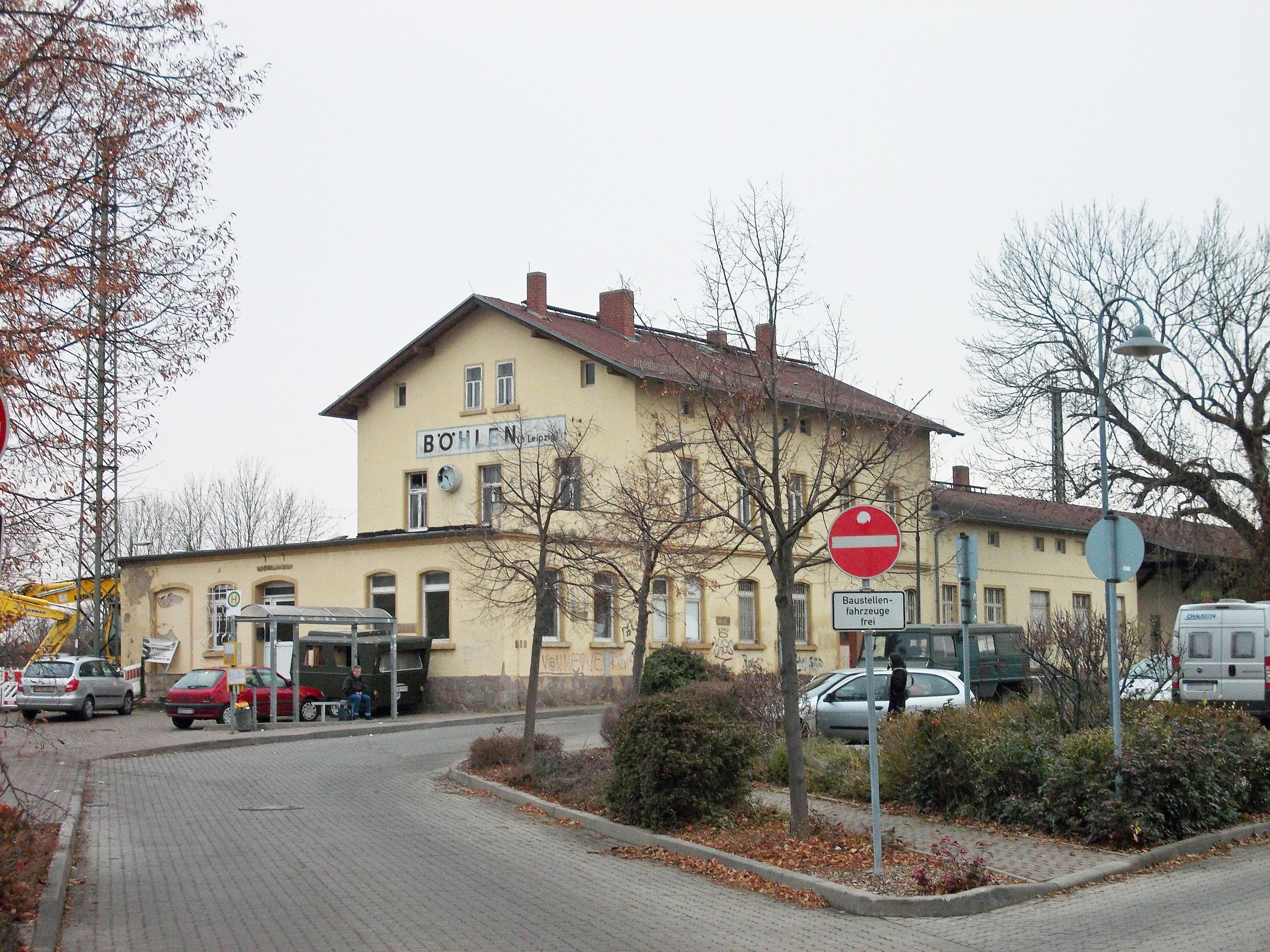
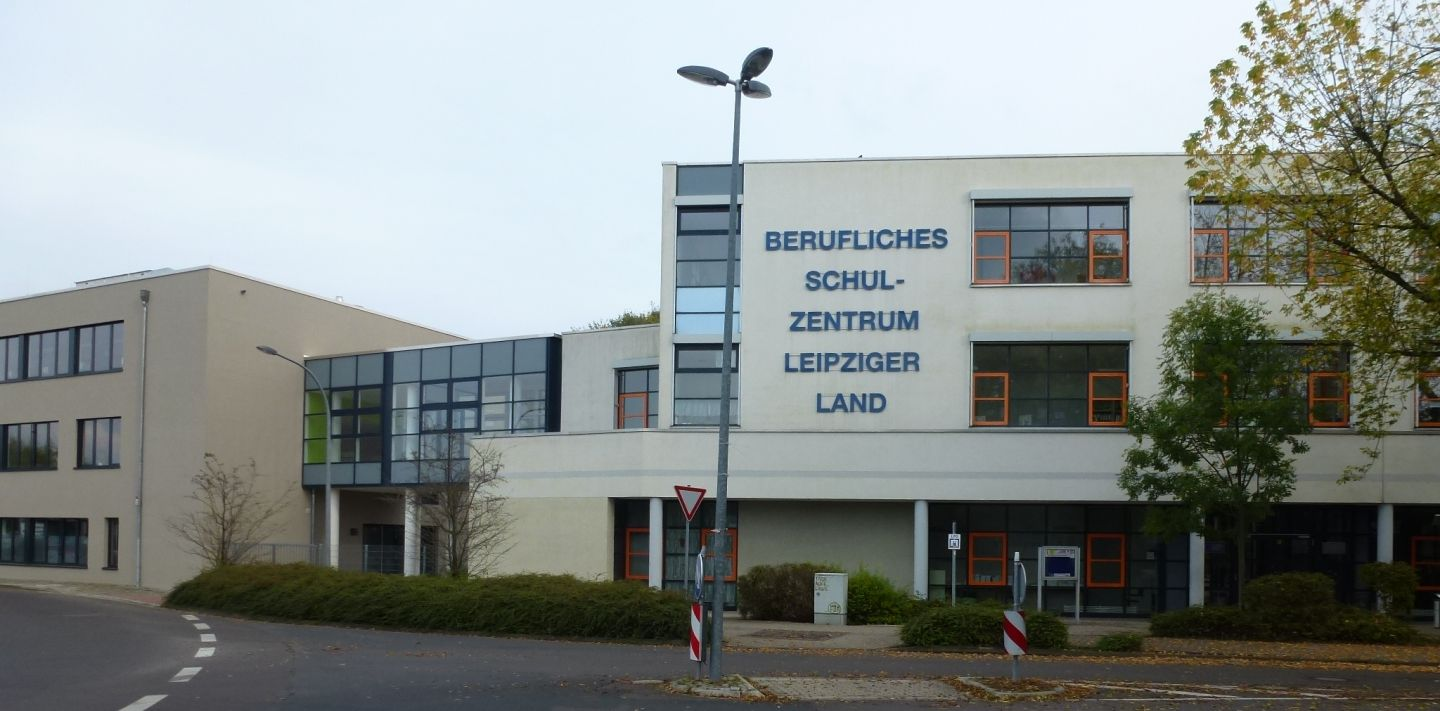
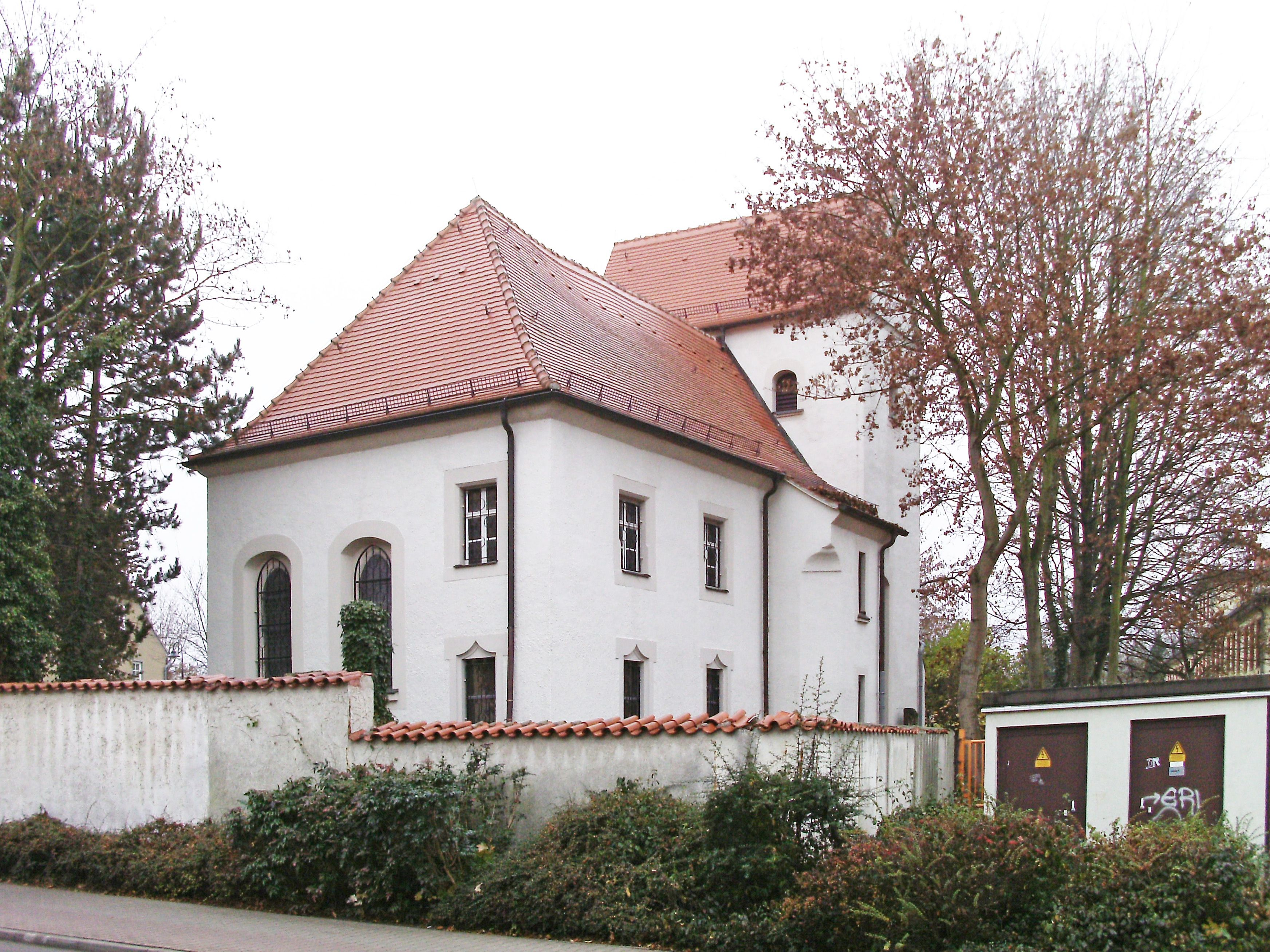
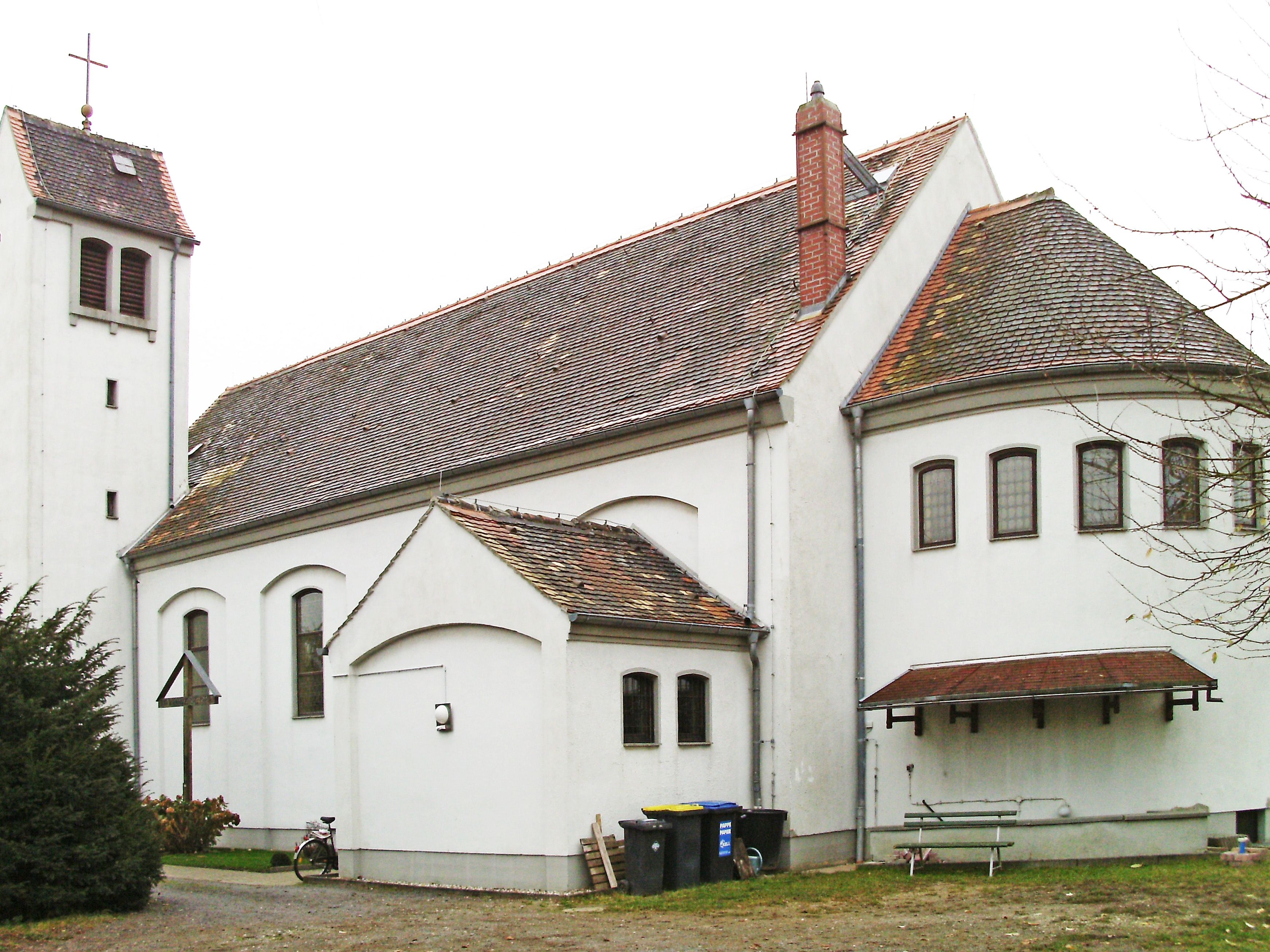
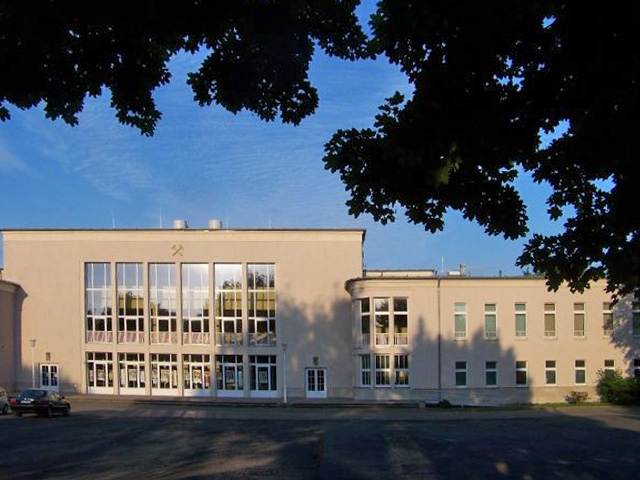
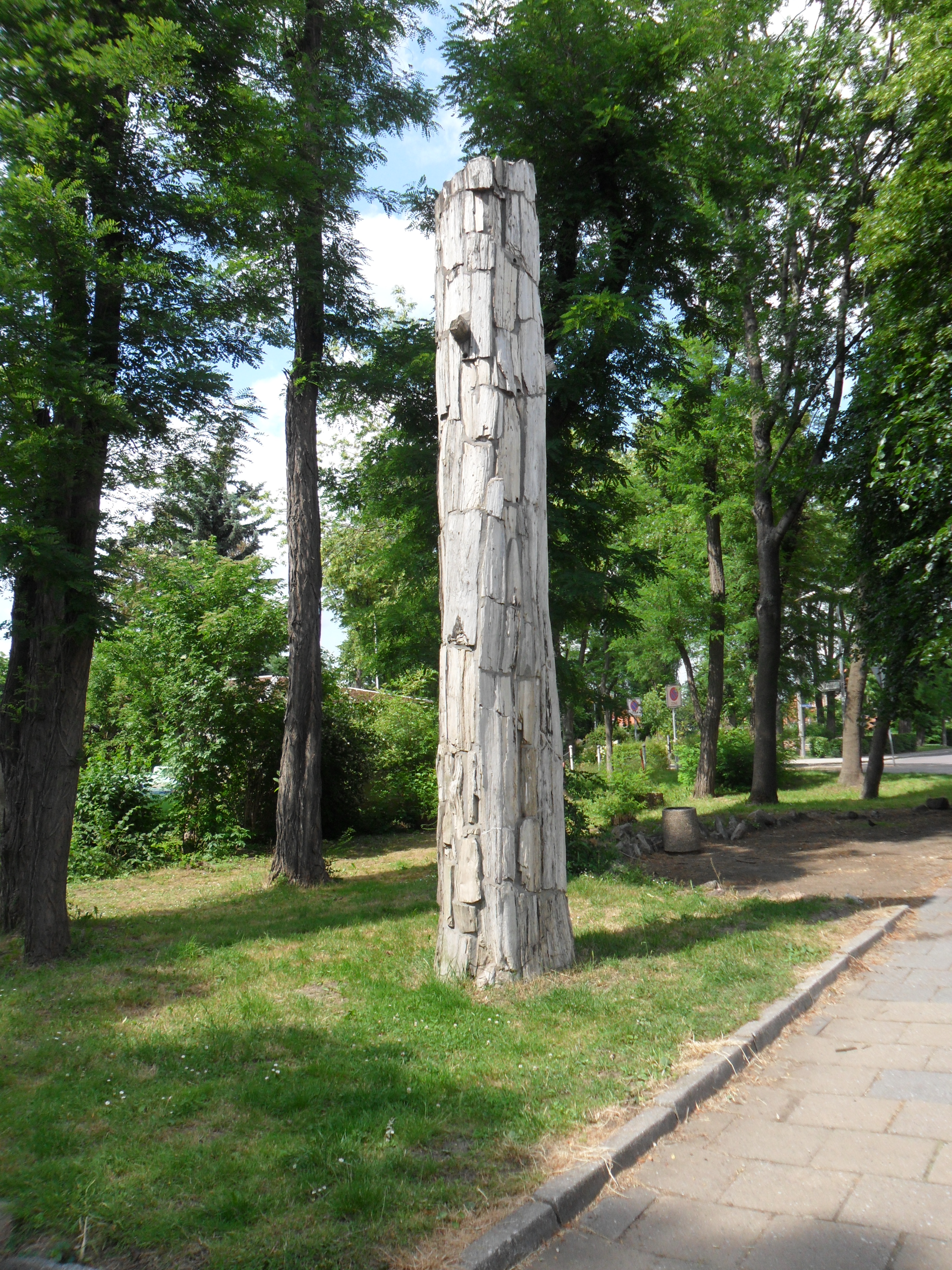